# Piikea
Princeza Piikea (Piʻikea; havajski piʻi = "popeti se", kea = "bela") (Maui, Havaji, oko 1626 — Havaji, Havaji, ?) bila je havajska plemkinja (Alii), princeza ostrva Mauija i kraljica ostrva Havaji ("Veliko ostrvo").
Rođena je na Mauiju oko 1626.
Roditelji su joj bili kralj Piilani i njegova supruga, kraljica Laieloheloheikavai. Piilani je dao sagraditi veliki hram. Prema mitu, bio je sin boga Kua.
Nakon šta je Piilani umro, na vlast je došao njegov sin Lono. Piilani je imao još jednog sina, Kihu.
Piikea je otišla na Veliko ostrvo i tamo se udala za kralja Havaja Umi-a-Lilou. Dobili su dvoje dece, sina Kumalaea i kćerku Aihākōkō.
Kiha je pobegao sa Mauija k sestri; Piikea je zamolila Umija da napadne Lona i na tron Mauija postavi Kihu. Umi, Piikea i Kiha krenuli su na Maui s ratnicima te su tamo uništili kip boga Kavalakiija i Kiha je postao kralj.
Piikea je umrla na Havajima.